# Arrosadia
Arrosadia (Milagrosa en castellà) és un barri de la ciutat de Pamplona, capital de la Comunitat Foral de Navarra. Té una població de 14.883 habitants (cens de 2008). Limita al nord amb el Segon Eixample, al sud amb Cordobilla (Galar) i el campus de la Universitat Pública de Navarra, a l'est amb Lezkairu i a l'oest amb Iturrama i Azpilagaña. Es troba al sud de la ciutat.

Es tracta d'un dels primers barris de la ciutat, antigament anomenat Mochuelo. Des del seu naixement, poc ha canviat, i segueix constret per un urbanisme desordenat. La creixent immigració és un altre factor que defineix el barri.

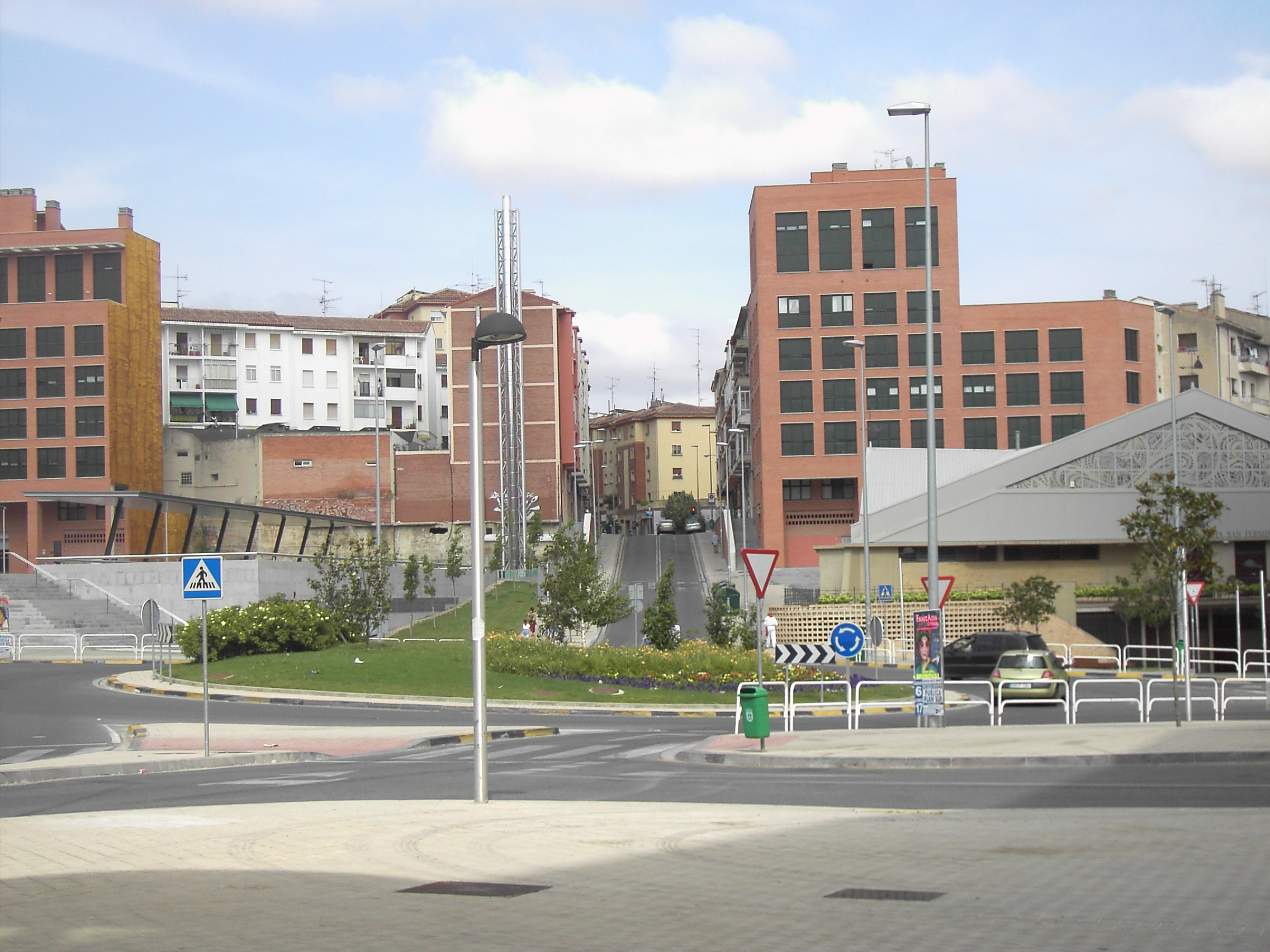
Campus de la Universitat Pública de Navarra

## Comunicacions
Línies del Transport Urbà Comarcal que comuniquen el barri amb la resta de la ciutat i la Conca de Pamplona.
| Línia    | Trajecte                                             | Horari        | Freqüència |
| -------- | ---------------------------------------------------- | ------------- | ---------- |
| Línia 5  | Orvina 3 - Universitat de Navarra                    | 06:30 - 22:15 | 15´        |
| Línia 6  | Arrotxapea - UPNA                                    | 06:45 - 22:15 | 15´        |
| Línia 9  | RENFE - UPNA                                         | 06:32 - 22:36 | 12´        |
| Línia 11 | Ezkaba-Edificio El Sario – C.C. Galaria – P. Mutilva | 06:35 - 22:25 | 15´        |
| Línia 16 | Altzoain-Noain-Beriain                               | 06:27 - 22:29 | 12 ´       |
| Línia N3 | Bajada de Labrit - Beriain                           | 23:00 a 00:00 | 60´        |